# Мяэметс, Ааре Генрихович
Ааре Генрихович Мяэметс (эст. Aare Mäemets; 18 января 1929, Таллин — 24 ноября 2002, Элва) — эстонский гидробиолог, зоолог, лимнолог, эколог и фотограф-натуралист.

## Биография
Ааре Мяэметс родился в Таллинне 18 января 1929 года. В 1949 году окончил гимназию в таллиннском районе Нымме (VI выпуск).
В 1954 году окончил Тартуский государственный университет по специальности биология.

## Научная деятельность
На протяжении 1955—1999 лет Ааре Мяэметс работал в Эстонском институте зоологии и ботаники. С 1961 года-кандидат биологических наук, работа в лимнологическом центре Виртсъярве при Институте зоологии и ботаники. 3 1986 года старший научный сотрудник Института. Занимался изучением ветвистоусых раков.
В 1965 и 1974 годах составил общепринятую типологию эстонских озер. Разработал систему лимнологического районирования Эстонии. Исследовал, дал оценку состояния и рекомендации по сохранению большинства озёр страны. Сделанные Мяэметсом фотографии использовались в популярных журналах и научных трудах (в том числе и в его собственных).
С 1955 до 1984 года был на должности заместителя Председателя комиссии по вопросам охраны природы при Академии Наук Эстонской ССР.
Ааре Мяэметс — один из учредителей Фонда природы Эстонии в 1991 году.

## Награды
- В 1971 году — премия Советской Эстонии (государственная премия Эстонской ССР) за книгу «Эстонские озера»
- В 1984 году — медаль Карла Эрнста фон Бэра
- В 1990 году — природоохранная премия имени Эрика Кумари
- В 2001 году — Орден Белой звезды III класса

## Семья
- Жена — Айме Мяэметс (1930—1996), известный эстонский гидроботаник.